# Lale Andersen
Pour les articles homonymes, voir Andersen.
Lale Andersen, de son vrai nom Liese-Lotte Helene Berta Bunnenberg, née le 23 mars 1905 à Lehe (Bremerhaven) et morte le 29 août 1972 à Vienne, est une comédienne et chanteuse allemande.

## Biographie
Fille du pilote du port de Bremerhaven, elle est bercée par les chansons de marins. Par désir d'émancipation, elle se marie à 17 ans à un peintre local Paul Ernst Wilke (1894 – 1971). Elle divorce en 1931 après avoir eu trois enfants puis monte à Berlin pour faire une carrière de comédienne et chanteuse. Elle chante essentiellement dans des petits cabarets des chansons de marins.
Elle a une liaison avec le compositeur suisse et futur directeur de l'Opéra de Paris, Rolf Liebermann dans les années 1930. Elle connaît la gloire lorsque sa chanson Lied eines jungen Wachtpostens Lili Marleen est utilisée comme thème musical de la radio allemande stationnée à Belgrade, créée par Richard Kistenmacher lors de la Seconde Guerre mondiale. Cette chanson, qu'elle avait enregistrée en 1939, avait été un échec commercial, ne s'étant vendue qu'à 700 exemplaires. Devenue populaire auprès des troupes allemandes, elle connaîtra ensuite un succès planétaire et sera enregistrée aux États-Unis par Marlene Dietrich.
Conscients de sa popularité, les services de propagande du Troisième Reich l'obligent alors à effectuer des tournées à travers toute l'Europe sous domination nazie. De même, les services de propagande de Joseph Goebbels demandèrent à Lale Andersen d'interpréter un morceau en anglais, afin de démotiver les troupes anglaises et américaines,. Toutefois, après avoir giflé Hans Hinkel, l'adjoint de Goebbels, trop entreprenant lors d'une soirée dansante, elle refuse le lendemain de se produire dans Varsovie et de visiter son ghetto tel un zoo humain : son fils est envoyé sur le Front russe et elle se retrouve alors assignée à résidence par la Gestapo. Interdite de chant pendant dix mois, elle tente de se suicider. Elle  sera ré-autorisée en mai 1943, sauf pour sa chanson la plus célèbre.
Après la guerre, elle interprète des chansons de marins et des textes littéraires (Brecht, Weil). Elle signe un autre succès en 1960 avec Ein Schiff wird kommen (Les Enfants du Pirée). Elle épouse le compositeur Artur Beul en 1949.
Elle est inhumée sur l'île de Langeoog, où on lui a érigé une statue.
Lale Andersen a enregistré plus de 300 chansons pendant sa carrière et a représenté l'Allemagne en 1961 au Concours Eurovision de la chanson, où elle finit à la 13e place sur 16 participants. Elle est restée l'une des chanteuses les plus populaires en RFA et a été classée parmi les personnalités les plus célèbres du XXe siècle par le journal The Times en 1969. En 1980, Fassbinder, dans son film Lili Marleen, a très librement relaté une partie de sa vie.

## Voir aussi

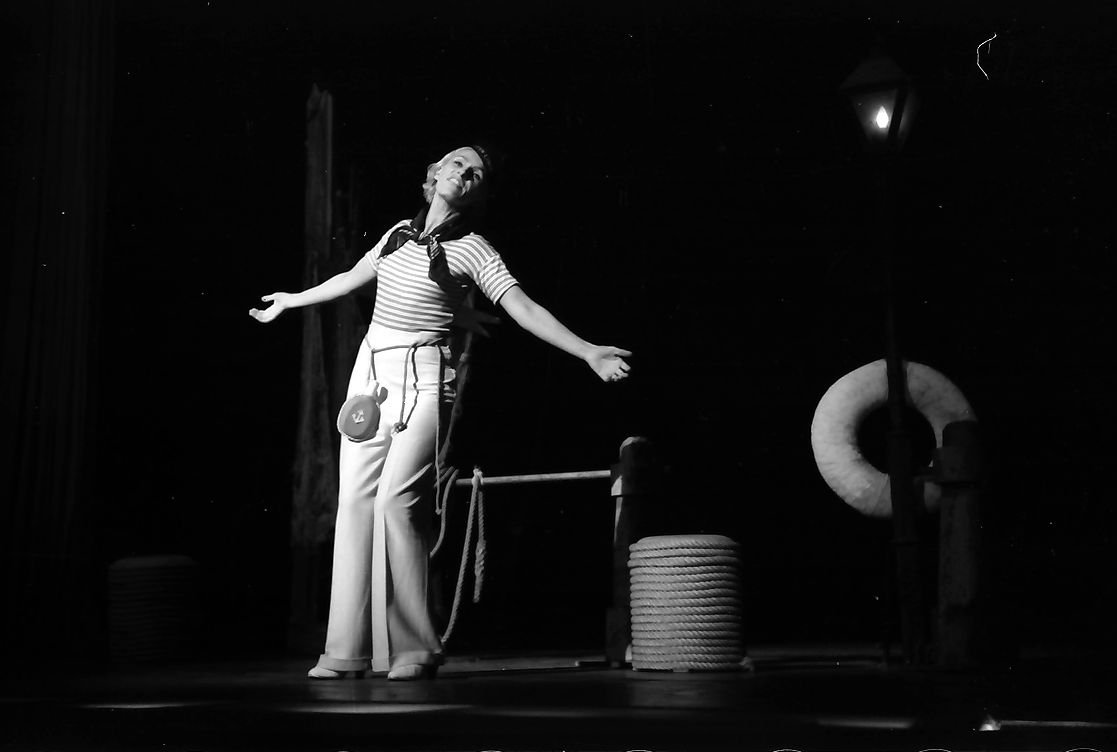
Lale Andersen au Cabaret Comique (1938).